# Aleksandr Gusev
Aleksandr Petrovitj Gusev (ryska: Александр Петрович Гусев), född 21 februari 1955 i Sredneuralsk, död 24 november 1994 i Sredneuralsk, var en sovjetisk landhockeyspelare.
Han tog OS-brons i herrarnas landhockeyturnering i samband med de olympiska landhockeytävlingarna 1980 i Moskva.